# Phurikulkrit Chusakdiskulwibul
Phurikulkrit Chusakdiskulwibul (ภูริกูลกฤษฎ์ ชูศักดิ์สกุลวิบูล), nome precedente Siriphong Chusakdiskulwibul (สิริพงศ์ ชูศักดิ์สกุลวิบูล), noto anche con lo pseudonimo di Amp (แอมป์) (Provincia di Phayao, 2 novembre 1989), è un attore televisivo, cantante e VJ thailandese.

## Biografia
Ha frequentato la Chiangmai University Demonstration School per poi proseguire gli studi in facoltà di legge all'Università Chulalongkorn. In campo musicale ha fatto parte del gruppo CU Band, ma la svolta arriva con la partecipazione al talent show The Star, prendendo parte alla settima edizione (e brevemente anche all'edizione precedente); come spesso accade per i concorrenti usciti da questo programma, ha cominciato a incidere soprattutto singoli per colonne sonore.
Debutta come attore nel 2012 con un breve ruolo nella serie televisiva Baan Nee Mee Ruk, per poi rapidamente apparire in diverse altre produzioni, tra cui Room Alone, Run phi Secret Love e Kiss Me Again - Chup hai dai tha nai nae ching. Dal 2013 al 2015 è stato inoltre il conduttore VJ del programma Music Request sull'emittente GMM Music.

## Filmografia

### Televisione
- Baan Nee Mee Ruk - serie TV (2012)
- Sen... Seu Rak Seu Winyan - serie TV (2012)
- E-Sa - serie TV (2013)
- Room Alone - serie TV (2014-2016)
- Mae Dok Rakre - serie TV (2015)
- Run phi Secret Love - serie TV (2016-2017)
- Little Big Dream - Khwam fan an sungsut - film TV (2016)
- U-Prince Series - serie TV, 4 episodi (2017)
- Dream Team - The Series - serie TV (2017)
- Kiss Me Again - Chup hai dai tha nai nae ching - serie TV (2018)
- A-Tee khong pom - serie TV (2018)

## Programmi televisivi
- The Star - concorrente sesta e settima edizione (Modernine TV, 2010-2011)
- Music Request (GMM Music, 2013-2015)

## Discografia

### Singoli
- 2011 - Kae Kum Wah Apai
- 2011 - Ter Keu Kong Wong
- 2011 - Nai Luang Kaung Paen Din
- 2015 - Sunchahtdtayahn Kaung Kon Ja Dohn Ting (ft. Achirawich Saliwattana)
- 2015 - Bot Rian Jahk Num Dtah
- 2016 - Kwahm Lup Nai Jai (ft. Achirawich Saliwattana)
- 2017 - Aep Ruk Tur Yoo Dtrong Nee

#### Canzoni contenute in raccolte
- 2011 - Peua Dao Duang Nun
- 2011 - Pawung
- 2011 - Tuk Fan Yang Pen Kong Rao
- 2011 - Pathiharn
- 2011 - Chai Kon Nueng
- 2012 - Kae Kum Wah Apai
- 2014 - Ruk Kaung Chun Nun Keu Tur